# (73499) 2002 RL53
(73499) 2002 RL53 – planetoida z pasa głównego asteroid okrążająca Słońce w ciągu 4,66 lat w średniej odległości 2,79 j.a. Odkryta 5 września 2002 roku.